# Коктобе (Майский район)
Коктобе (каз. Көктөбе) — село в Майском районе Павлодарской области Казахстана. Административный центр Коктобинского сельского округа, в который входят также Белогорский ХПП, Отделение-2 и Отделение-3 с общей численностью населения 4315 человек (1999 год). Код КАТО — 555630100. В Коктобе имеются строительное и транспортное предприятия, маслозавод, хлебопекарня, типография, дом культуры с библиотекой и музеем, средняя, музыкальная и спортивная школы, стадион.

## Географическое положение
Расположено в 102 км к юго-востоку от Павлодара на автомобильной трассе Павлодар — Аксу — Чаган — Семей. С 2001 года — железнодорожная станция на магистрали Аксу — Дегелен.
Средняя температура января −16°С, июля 21°С, годовое количество атмосферных осадков 200—250 мм.

## История
Село Белогорье было основано в 1932 году в связи с действием алебастрового завода. Название было дано по высокому крутому берегу реки, где добывался алебастр (каз. ақ бор — белый мел).
Белогорье было центральной усадьбой бывшего молочного совхоза «Белогорский», образованного в 1961 году на базе земель подхоза комбината «Майкаинзолото», части земель совхоза «Кызылкураминский», колхоза «Ленин жолы», скотопрогона и госземфонда. Комбайнёр-инженер совхоза «Белогорский», изобретатель широкозахватной жатки «Белогорка» В. И. Ладыгин был удостоен звания Героя Социалистического Труда.
В 1965 году Белогорье стало центром Майского района.
19 марта 1992 года постановлением Президиума Верховного Совета Казахстана село было переименовано в Коктобе.

## Население
В 1985 году население села составляло 4622 человека, в 1999 году — человек (2032 мужчины и 2099 женщин). По данным переписи 2009 года, в селе проживало 3815 человек (1827 мужчин и 1988 женщин).
На начало 2019 года население села составило 3445 человек (1694 мужчины и 1751 женщина).

## Достопримечательности
Рядом с селом на левом берегу Иртыша имеется родник Коктобе, вода которого считается лечебной.